# شرکت تلفن و تلگراف آمریکا
شرکت تلفن و تلگراف آمریکا (به انگلیسی: American Telephone and Telegraph Company) شرکت مخابرات آمریکایی است، که به‌عنوان شرکت تابعه‌ای از ای‌تی اند تی در زمینه ارائه خدمات تلفن ثابت، پهنای باند و اینترنت فعالیت می‌کند.
شرکت تلفن و تلگراف آمریکا در سال ۱۸۸۵ توسط الکساندر گراهام بل، در شهر نیویورک تأسیس شد و در سال ۲۰۰۵ توسط شرکت ای‌تی اند تی خریداری گردید. هم‌اکنون دفتر مرکزی این شرکت در شهر بدمینستر، نیوجرسی قرار دارد.